# Лесной воин
«Лесной воин» (англ. Forest Warrior) — американский приключенческий боевик режиссёра Аарона Норриса.

## Сюжет
Завет охраны и защиты Тэнглвуда передавался из поколения в поколение, позволяя хранить леса и их обитателей. Коммерсант и древесный магнат Трэвис Торн задаётся целью заработать на вырубке тэнглвудского леса.

## В ролях
- Чак Норрис — Лесной воин / МакКенна
- Терри Кайзер — Трэвис Торн
- Макс Гейл — шериф Рэмси
- Роско Ли Браун — Кловис Мэдисон
- Трентон Найт — Джастин Франклин
- Меган Пол — Остин Слейтер
- Илья Баскин — Бастер
- Барбара Нивен — Стейси Франклин
- Лоретта Свит — Ширли

## Награды и номинации
- 1997 — номинация, «Best Performance in a TV Movie/Home Video by a Young Ensemble» — Trenton Knight, Megan Paul, Josh Wolfor, Michael Friedman, Jordan Brower.